# Prosena scutellaris
Prosena scutellaris là một loài ruồi trong họ Tachinidae.